# Neuville-lès-Vaucouleurs
Pour les articles homonymes, voir Neuville.
Neuville-lès-Vaucouleurs est une commune française située dans le département de la Meuse, en région Grand Est.

## Géographie

### Hydrographie
La commune est dans le bassin versant de la Meuse au sein du bassin Rhin-Meuse. Elle est drainée par la Meuse et le canal de la Haute Meuse,.
La Meuse, d'une longueur de 486 km, est un fleuve européen qui prend sa source en France, dans la commune du Châtelet-sur-Meuse, à 409 mètres d'altitude, et se jette dans la mer du Nord après un cours long d'approximativement 950 kilomètres traversant la France, la Belgique et les Pays-Bas. Les caractéristiques hydrologiques de la Meuse sont données par la station hydrologique située sur la commune de Vaucouleurs. Le débit moyen mensuel est de 19,3 m3/s. Le débit moyen journalier maximum est de 657 m3/s, atteint lors de la crue du 30 décembre 2001. Le débit instantané maximal est quant à lui de 697 m3/s, atteint le même jour.
Le canal de la Haute Meuse, d'une longueur de 12 km, est un cours d'eau naturel non navigable qui relie la commune de Champougny à  à Vaucouleurs, où il se jette dans la Meuse. 

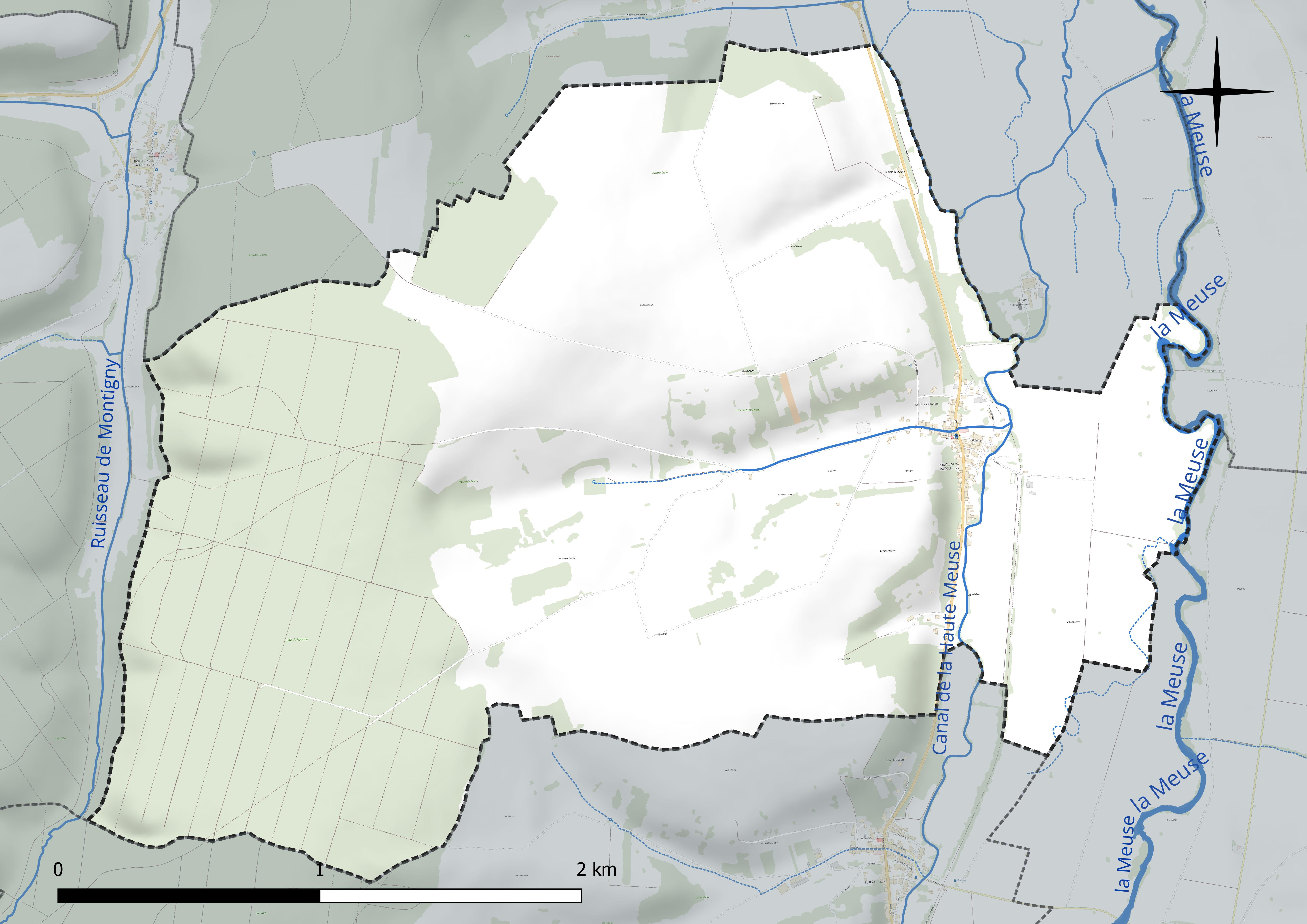
Réseau hydrographique de Neuville-lès-Vaucouleurs.

### Climat
Pour des articles plus généraux, voir Climat du Grand Est et Climat de la Meuse.
En 2010, le climat de la commune est de type climat des marges montargnardes, selon une étude du Centre national de la recherche scientifique s'appuyant sur une série de données couvrant la période 1971-2000. En 2020, Météo-France publie une typologie des climats de la France métropolitaine dans laquelle la commune est exposée à un climat océanique altéré et est dans la région climatique  Lorraine, plateau de Langres, Morvan, caractérisée par un hiver rude (1,5 °C), des vents modérés et des brouillards fréquents en automne et hiver. 
Pour la période 1971-2000, la température annuelle moyenne est de 9,7 °C, avec une amplitude thermique annuelle de 16,5 °C. Le cumul annuel moyen de précipitations est de 892 mm, avec 12,6 jours de précipitations en janvier et 9,2 jours en juillet. Pour la période 1991-2020, la température moyenne annuelle observée sur la station météorologique de Météo-France la plus proche, « Nancy-Ochey », sur la commune d'Ochey à 20 km à vol d'oiseau, est de 10,5 °C et le cumul annuel moyen de précipitations est de 810,4 mm. 
La température maximale relevée sur cette station est de 39,6 °C, atteinte le 25 juillet 2019 ; la température minimale est de −19,1 °C, atteinte le 12 janvier 1987,,. 
Les paramètres climatiques de la commune ont été estimés pour le milieu du siècle (2041-2070) selon différents scénarios d'émission de gaz à effet de serre à partir des nouvelles projections climatiques de référence DRIAS-2020. Ils sont consultables sur un site dédié publié par Météo-France en novembre 2022.

## Urbanisme

### Typologie
Au 1er janvier 2024, Neuville-lès-Vaucouleurs est catégorisée commune rurale à habitat dispersé, selon la nouvelle grille communale de densité à sept niveaux définie par l'Insee en 2022.
Elle est située hors unité urbaine et hors attraction des villes,.

### Occupation des sols
L'occupation des sols de la commune, telle qu'elle ressort de la base de données européenne d’occupation biophysique des sols Corine Land Cover (CLC), est marquée par l'importance des territoires agricoles (66,2 % en 2018), en augmentation par rapport à 1990 (63,1 %). La répartition détaillée en 2018 est la suivante : 
forêts (33,8 %), terres arables (33,3 %), prairies (23,8 %), zones agricoles hétérogènes (9,2 %). L'évolution de l’occupation des sols de la commune et de ses infrastructures peut être observée sur les différentes représentations cartographiques du territoire : la carte de Cassini (XVIIIe siècle), la carte d'état-major (1820-1866) et les cartes ou photos aériennes de l'IGN pour la période actuelle (1950 à aujourd'hui).

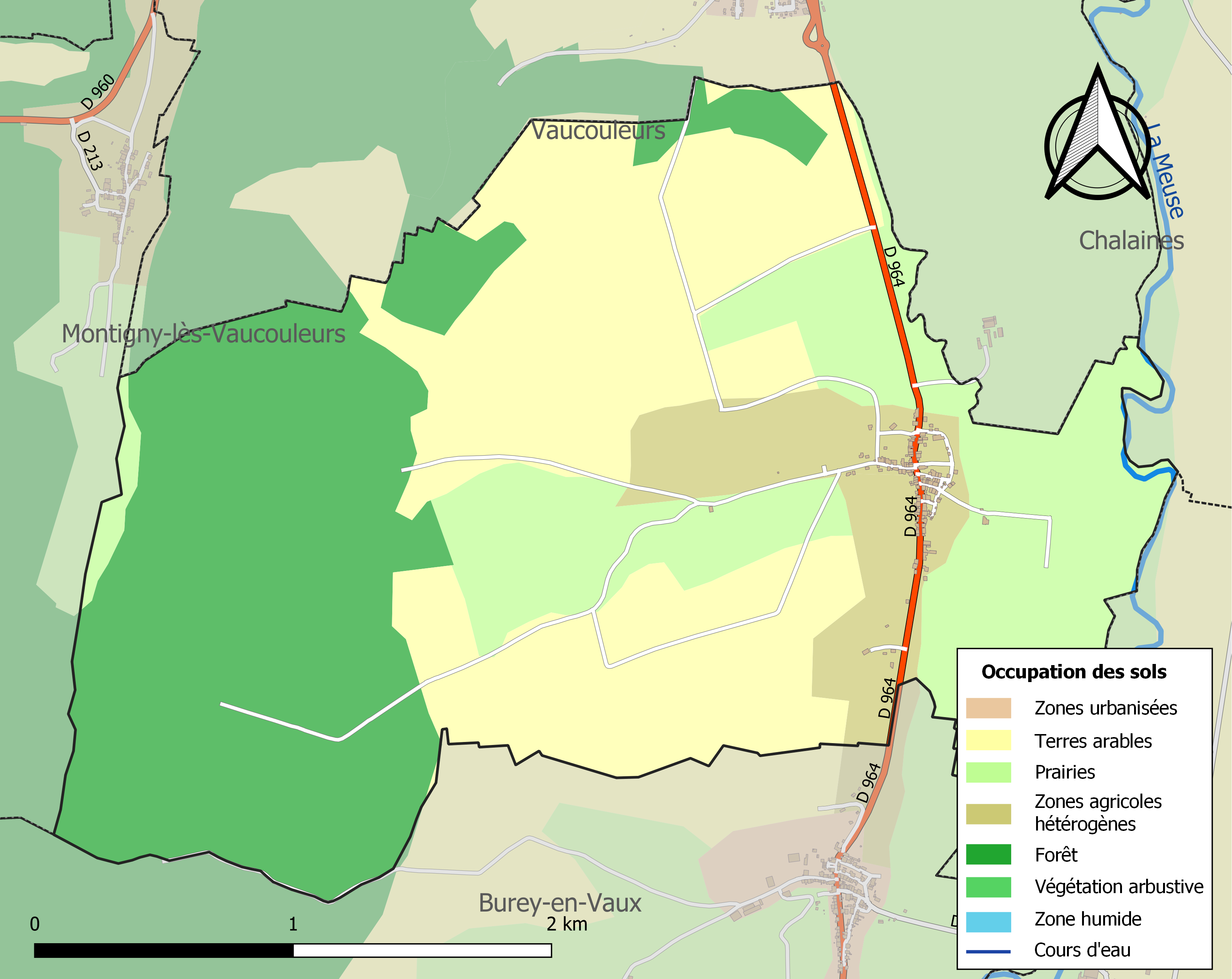
Carte des infrastructures et de l'occupation des sols de la commune en 2018 (CLC).

## Toponymie
Neuville, « Nova-villa » se prononce en patois Gnûville, nom déjà cité dans un diplôme de Henri II le Pieux, en 1011.
La préposition « lès » permet de signifier la proximité d'un lieu géographique par rapport à un autre lieu. En règle générale, il s'agit d'une localité qui tient à se situer par rapport à une ville voisine plus grande. La commune de  Neuville indique qu'elle se situe près de Vaucouleurs.

## Histoire
D'abord annexe de la paroisse d'Ugny-sur-Meuse, était desservie pour cause de l'éloignement, par le curé de Montigny-lès-Vaucouleurs. L'église actuelle, dédiée à saint Amand, construite en 1713 à une centaine de mètres de la première qui se situait près du pont de la Haute Meuse, fut consacrée par Mgr Claude Drouas de Boussey, évêque de Toul, en 1755. Des réparations importantes eurent lieu en 1819. Le portail et le clocher furent reconstruits en 1841.
La cure fut érigée par décret de Henri-Pons de Thiard de Bissy, évêque de Toul, le 15 juin 1698. L'église possède une chasse renfermant de nombreuses reliques authentiques, entre autres de saint Prosper et de saint Aimé, qui avaient été enchâssées dans l'autel lors de sa consécration. Toutes ces reliques, plusieurs fois reconnues, ont été vérifiées le 12 mars 1894.
Une ancienne chapelle rurale sous le vocable de Saint-Amand est depuis longtemps disparue.
Le prêtre Henri Duvaux, nommé en 1780, prêta le serment constitutionnel en 1791. Par la suite, il rétracta ce serment. Arrêté par ordre de la Société Populaire de Vaucouleurs en 1793 pour avoir dit « Tout chrétien doit verser son sang pour la religion », il fut déporté à Rochefort avec le 6e convoi de prêtres meusiens, embarqué sur le Washington. Il succomba sous les tourments qu'il endurait vers 1794/1795. Ses confrères l'enterrèrent à l'île Madame. Rappelons qu'avant 1790, Neuville appartenait au royaume de France.
L'imposant ensemble mairie-école-lavoir, construit autour d'une petite cour, fut conçu en 1848. C'est un édifice à trois corps en U qui offre une partie de symétrie et concrétise un programme ambitieux peu fréquent en Lorraine. 
Le château de la Woivre, construit dans la seconde moitié du XIXe siècle, est une grosse demeure de plan rectangulaire couverte d'un toit à croupes à faible pente. Les façades principales sont ordonnancées symétriques à trois niveaux de cinq travées, soulignés par des cordons, avec travée centrale encastrée de chaînes et surmontée d'une large lucarne à fronton cintré à l'ouest et d'un fronton à l'est. Toutes les ouvertures, rectangulaires ont des clefs ornées de motif rocailles ou mascarons, seuls éléments décoratifs qui animent ces façades austères.
Le village connut un important incendie le 5 avril 1725 qui a détruit 33 maisons, y compris celle du curé.
1733 et 1734 furent des années d'importantes inondations, notamment le 5 et 6 juillet 1734 à 7 heures du matin, l'eau a envahi l'église.
Un moulin sur la Haute Meuse, au sud du village, a subsisté jusqu'au début du XIXe siècle.
Neuville était très connu par ses brodeuses qui avaient des compétences très spéciales, dont la célébrité s'étendait au-delà du village.
De plus, Neuville possédait une fabrique de carbonate de chaux.
Un pont en pierre construit au XIXe siècle comportant cinq arches permet de franchir le canal de la Haute-Meuse afin d'accéder aux prairies de la vallée de la Meuse, ainsi qu'à l'ancienne halte du chemin de fer.
Saint Amand est le patron de la paroisse ; la fête patronale a lieu le premier dimanche après la Saint-Charles.
Il faut savoir que le canal de la Haute Meuse longe le village vers Vaucouleurs.
Les habitants se nomment les Neuvillois.
Au cours de la guerre 1914-1918, l'une des granges du village servait d'hôpital pour les ânes blessés sur le secteur de Verdun. Trois cents animaux y étaient soignés en permanence et repartaient Vers le front dès leur guérison. Ils servaient principalement à atteindre les soldats en première ligne afin de les ravitailler en subsistances ou munitions.
Entre Neuville et Vaucouleurs, au lieudit la Murière  était située la fosse où étaient jetés les cadavres des animaux n'ayant pu survivre à leurs blessures.
Monsieur Raymond Boissy a marqué un témoignage de reconnaissance en élevant à Neuville, un monument en 1996, face à la mairie, à la gloire des doux petits ânes, exploités jusqu'à la mort au cours de cette guerre 1914-1918.
Il a créé l'association des Amis des Ânes. Par suite de divers passages à la radio ou à la télévision des anciens combattants de 1914-1918 lui écrivent pour lui dire l'admiration et la reconnaissance qu'ils ont pour les ânes, sans lesquels ils n'auraient pu tenir le front de Verdun.
Monsieur Boissy n'a pas voulu que ces témoignages se perdent, il s'est fait un devoir d'écrire un livre. 
En 1927, il y avait : un corps de sapeurs-pompiers de 14 hommes - un apiculteur - un barbier - un boulanger - un botteleur - deux cafetiers - un charron - deux couturières - une entreprise de maçonnerie - une épicière - deux ferblantiers - deux laitiers - quatre maçons - un menuisier - un musicien et de nombreux agriculteurs.
Mais auparavant, en 1913, il y avait en plus : un sacristain - deux brodeuses - un statuaire - un meunier - un jardinier - un cordonnier.

## Population et société

### Démographie
L'évolution du nombre d'habitants est connue à travers les recensements de la population effectués dans la commune depuis 1793. Pour les communes de moins de 10 000 habitants, une enquête de recensement portant sur toute la population est réalisée tous les cinq ans, les populations de référence des années intermédiaires étant quant à elles estimées par interpolation ou extrapolation. Pour la commune, le premier recensement exhaustif entrant dans le cadre du nouveau dispositif a été réalisé en 2006.

En 2022, la commune comptait 147 habitants, en évolution de −16,95 % par rapport à 2016 (Meuse : −4,4 %, France hors Mayotte : +2,11 %).
| 1793 | 1800 | 1806 | 1821 | 1831 | 1836 | 1841 | 1846 | 1851 |
| ---- | ---- | ---- | ---- | ---- | ---- | ---- | ---- | ---- |
| 440  | 365  | 416  | 424  | 461  | 478  | 486  | 473  | 498  |

| 1856 | 1861 | 1866 | 1872 | 1876 | 1881 | 1886 | 1891 | 1896 |
| ---- | ---- | ---- | ---- | ---- | ---- | ---- | ---- | ---- |
| 432  | 421  | 414  | 392  | 377  | 347  | 358  | 349  | 308  |

| 1901 | 1906 | 1911 | 1921 | 1926 | 1931 | 1936 | 1946 | 1954 |
| ---- | ---- | ---- | ---- | ---- | ---- | ---- | ---- | ---- |
| 315  | 296  | 291  | 222  | 231  | 234  | 234  | 227  | 270  |

| 1962 | 1968 | 1975 | 1982 | 1990 | 1999 | 2006 | 2011 | 2016 |
| ---- | ---- | ---- | ---- | ---- | ---- | ---- | ---- | ---- |
| 273  | 215  | 178  | 164  | 153  | 145  | 170  | 193  | 177  |

| 2021 | 2022 | - | - | - | - | - | - | - |
| ---- | ---- | - | - | - | - | - | - | - |
| 156  | 147  | - | - | - | - | - | - | - |

| période     | naissances | mariages | décès |
| ----------- | ---------- | -------- | ----- |
| 1893 - 1902 | 67         | 29       | 85    |
| 1883 - 1892 | 51         | 28       | 78    |
| 1873 - 1882 | 86         | 29       | 79    |
| 1863 - 1872 | 111        | 33       | 88    |
| 1853 - 1862 | 102        | 43       | 91    |
| 1843 - 1852 | 122        | 40       | 134   |
| 1833 - 1842 | 160        | 45       | 130   |
| 1823 - 1832 | 127        | 36       | 101   |
| 1813 - 1822 | 148        | 27       | 120   |
| 1803 - 1812 | 168        | 52       | 165   |
| Total       | 1162       | 362      | 1071  |

## Culture locale et patrimoine

### Lieux et monuments
Le monument aux morts 1914-1918.
Le monument aux  morts du village se situe à côté de l'église en face de la mairie. Il a été construit en 1922. Ce monument représente un poilu qui est en fonte. Sur cette construction y sont inscrits les noms et prénoms des soldats du village morts pour la France, pendant la Première Guerre mondiale.
Chose curieuse : un monument a été installé pour rendre hommage aux ânes blessés ou morts pendant la bataille. Il faut savoir que pendant la guerre, les ânes portaient un lourd chargement.

### Héraldique
| Blason de Neuville-lès-Vaucouleurs | Blason  | D'or à la tête d'âne arrachée tannée et accostée de deux grenades (armes) de gueules, au chef d'azur au nœud de pêcheur d'or posé en chevron renversé. |
| Blason de Neuville-lès-Vaucouleurs | Détails | Blason composé par R.A. Louis avec les conseils de la commission héraldique de l'UCGL et utilisé par la commune depuis juillet 2016                    |